# 江南大學站 (韓國)
江南大學站（：／ Gangnamdae yeok */?）是龍仁輕軌沿線的一座高架車站，位於韓國京畿道龍仁市器興區舊葛洞。

## 車站構造
站體為2面2線側式月台的高架車站，候車月台設有月台幕門。

### 月台配置
| 器興 ↑ |
| \| 上  |
| ↓ 支石 |

| 月台 | 路線        | 目的地            |
| ---- | ----------- | ----------------- |
| 上行 | ●龙仁轻电铁 | 器興方向          |
| 下行 | ●龙仁轻电铁 | 前垈·愛寶樂園方向 |

## 歷史
- 2013年4月26日：落成啟用。

## 車站周邊
- 江南大學（朝鲜语：강남대학교）
- 盛志初等學校
- 盛志中學
- 盛志高校
- 舊葛洞行政福利中心

## 圖片

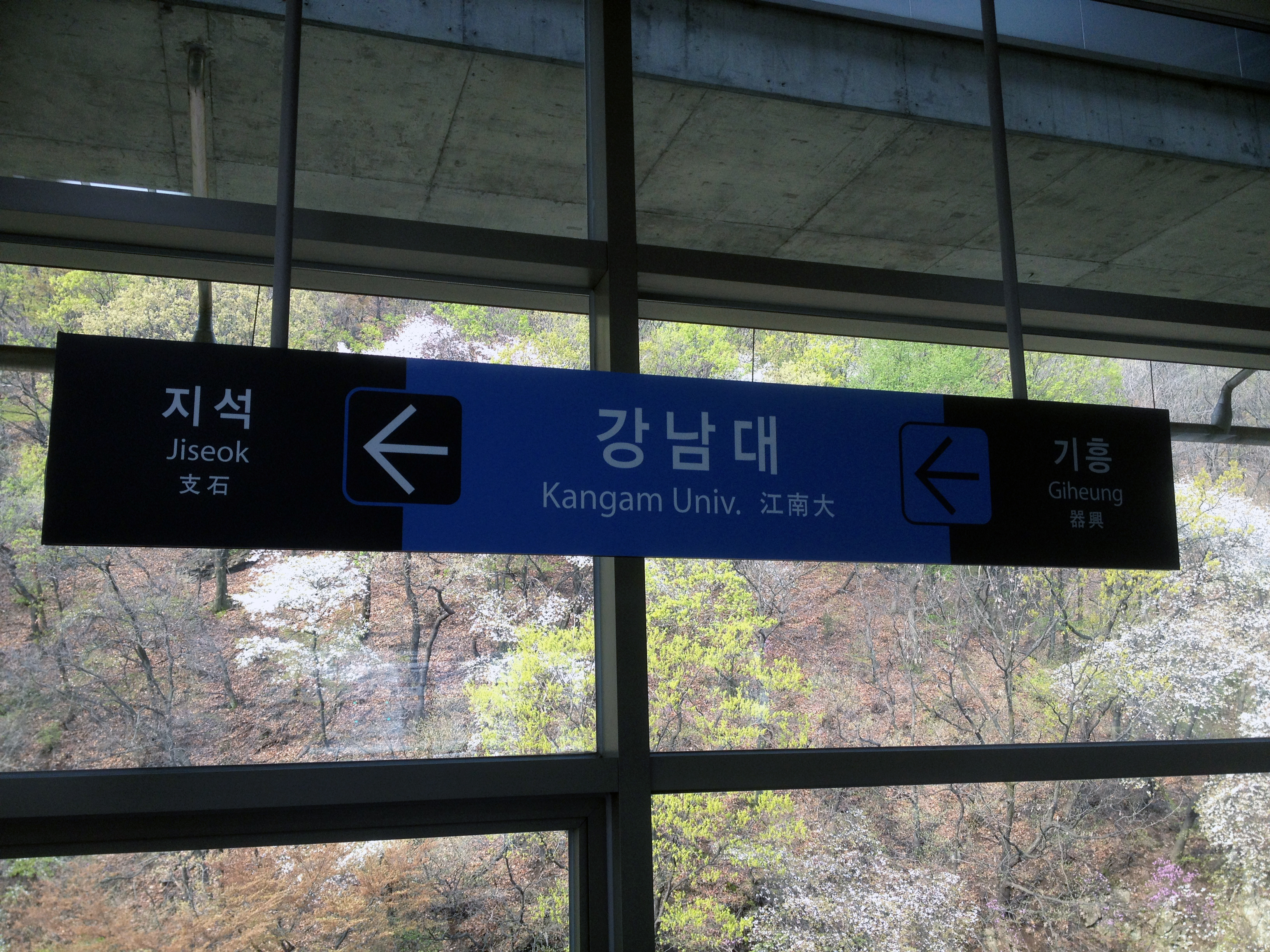
站名牌
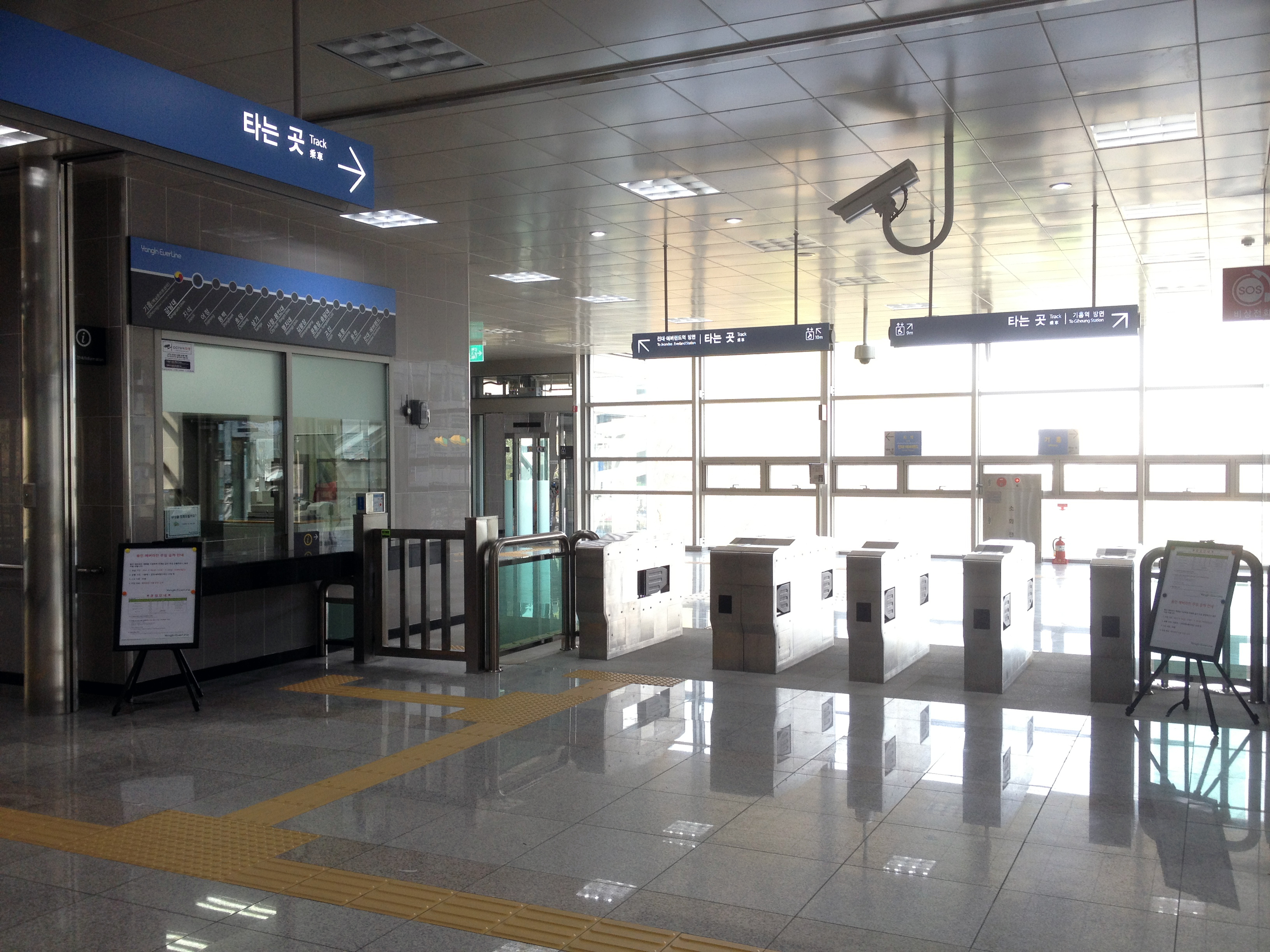
剪票閘口

## 相鄰車站
龍仁輕量電鐵
●龙仁轻电铁
器興（Y110）－江南大學（Y111）－支石（Y112）